# Broadmeadows

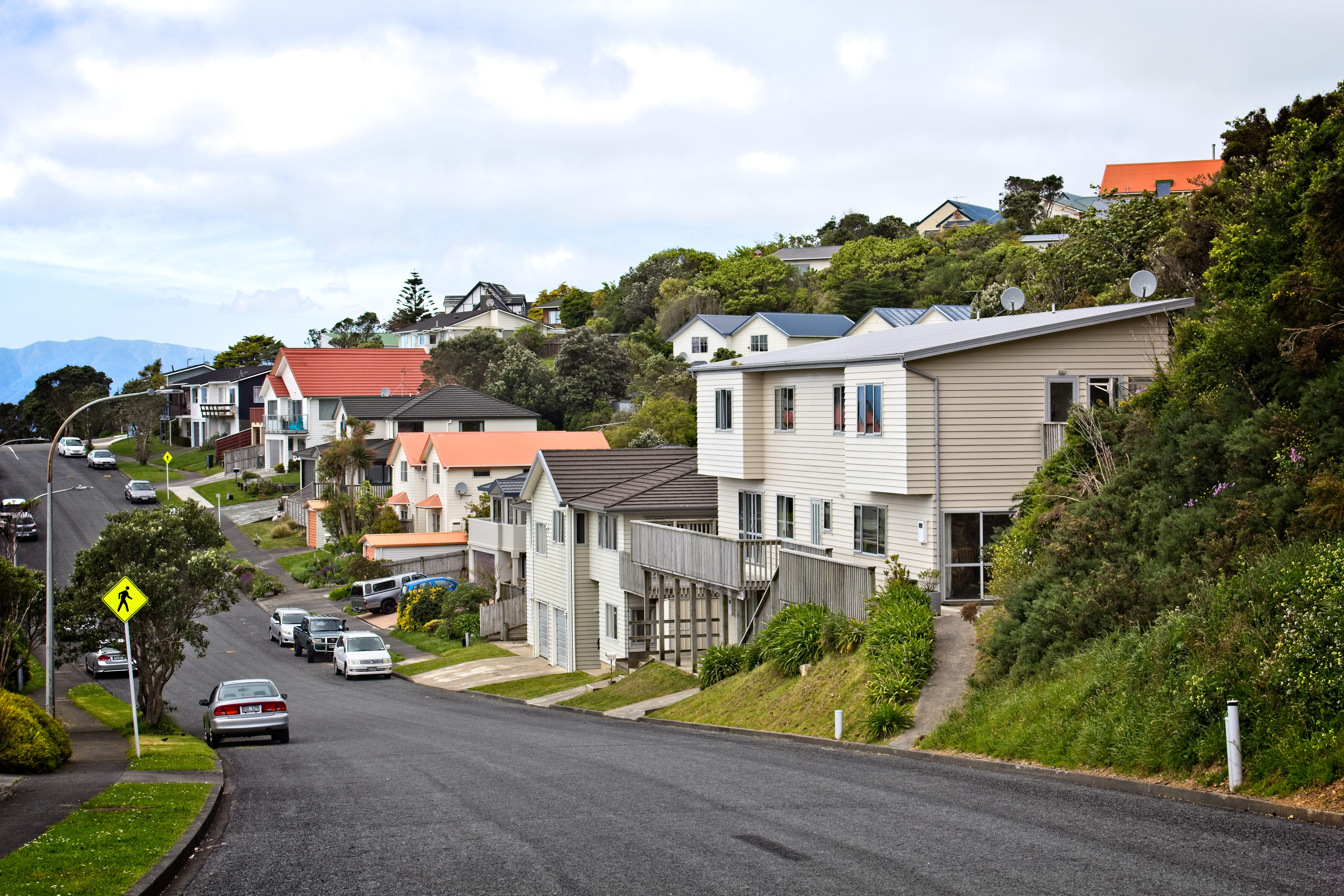

Broadmeadows  est une petite banlieue de l’ouest de la capitale Wellington, située dans le sud de l’île du Nord de la Nouvelle-Zélande.

## Situation
Elle est localisée au nord de la ville de Khandallah et au sud de Johnsonville, et à 7 km du cœur de Wellington. Sa superficie est de 64 km2.

## Population
Broadmeadows avait une population de 1 635 habitants en 2018.

## Installations

### Parcs et réserves
Un chemin de randonnée permet d'accéder au mont Kaukau (en).

## Politiques

### Gouvernement local
En ce qui concerne le gouvernement local, Broadmeadows fait partie de la zone électorale d'Onslow-ouest (en). 
La zone était représentée par Diane Calvert, Simon Woolf et Rebecca Matthews en 2020.

### Gouvernement national
Au niveau du gouvernement national, Broadmeadows fait partie de l’électorat général du secteur d'Ōhāriu, représenté par Greg O'Connor (en) du Parti travailliste depuis les élections générales de 2017.
Broadmeadows est dans l'électorat maori (en) de Te Tai Tonga (en) représenté par Rino Tirikatene (en) du parti travailliste depuis les élections générales de 2011.

## Transport
Broadmeadows est reliée au quartier d'affaires de Wellington par les autobus de la société Metlink (en). 